# Tedrosz Adhanom Gebrejeszusz
Tedrosz Adhanom Gebrejeszusz (Aszmara, 1965. március 3. –) tigré származású etióp politikus, az Egészségügyi Világszervezet (WHO) főigazgatója 2017 óta.

## Élete
1965-ben született, az Etiópiától 1991-ben függetlenné vált Eritrea fővárosában, Aszmarában. Fiatalon csatlakozott a Tigréi Népi Felszabadító Fronthoz (TPLF), amely a Mengisztu Hailé Mariam marxista diktátor 1991-es megdöntéséhez vezető szabadságharc élcsapatává vált, s melyben a mozgalom egészségpolitikájával foglalkozott. 1986-ban, azt követően, hogy lediplomázott az Aszmarai Egyetemen, az etiópiai egészségügyi minisztériumban helyezkedett el. Néhány hónapot Dániában és Svédországban töltött ösztöndíjasként, majd a Londoni Egyetemen – a WHO ösztöndíjának segítségével – mesterfokozatot szerzett betegségekkel szembeni immunológia, 2000-ben pedig a Nottinghami Egyetemen doktorit a közösségi egészségügy témájában.
Először Tigré tartomány egészségügyi felelőse, majd 2005-től Etiópia egészségügyi minisztere lett. Ebbe a tisztségében az AIDS, a malária és a tuberkulózis (tbc) elleni küzdelemben jelentős eredményeket sikerült elérnie, továbbá átfogó reformokat vezetett be, amely az egészségügyi infrastruktúra, az egészségügyi dolgozók létszáma és az egészségügyi biztosítási fedezet bővítésére irányult.
2012 és 2016 között a külügyminiszteri posztot töltötte be, majd 2017-ben kinevezték a WHO főigazgatójává, ami két szempontból is történelmi jelentőségű volt. Kinevezésével először került afrikai a szervezet élére, ugyanakkor első alkalommal választottak közvetlenül a tagállamok. Főigazgatói időszakára esett az új típusú koronavírus megjelenése, és a koronavírus-járvány elleni küzdelemre vonatkozó különleges intézkedések. Híressé vált üzenete az országok vezetőinek a „tesztelni, tesztelni, tesztelni” volt, később pedig úgy fogalmazott, hogy „a vírus az első számú közellenség ma [2020-ban!] a világon”.